# Сліпак піщаний
{{#ifeq:0|0|{{#if:|{{#if:Spalaxarenarius|[[]}}|}}}}
Сліпак піщаний (Spalax arenarius) — вид підземних гризунів середніх розмірів з родини сліпакові (Spalacidae), ендемік півдня України, зберігся переважно в Чорноморському біосферному заповіднику.
Вперше для науки описаний українською вченою Євдокією Решетник з Інституту зоології (Київ) у 1939 році.
Вид занесено до Червоної книги України та Червоного списку МСОП з категорією «Endangered».

## Поширення
Ендемік півдня України, а саме нижньодніпровського піщаного лісостепу й лук. Основна частина населення перебуває в межах Чорноморського біосферного заповідника. За межами заповідника населення дуже фрагментоване.

## Спосіб життя

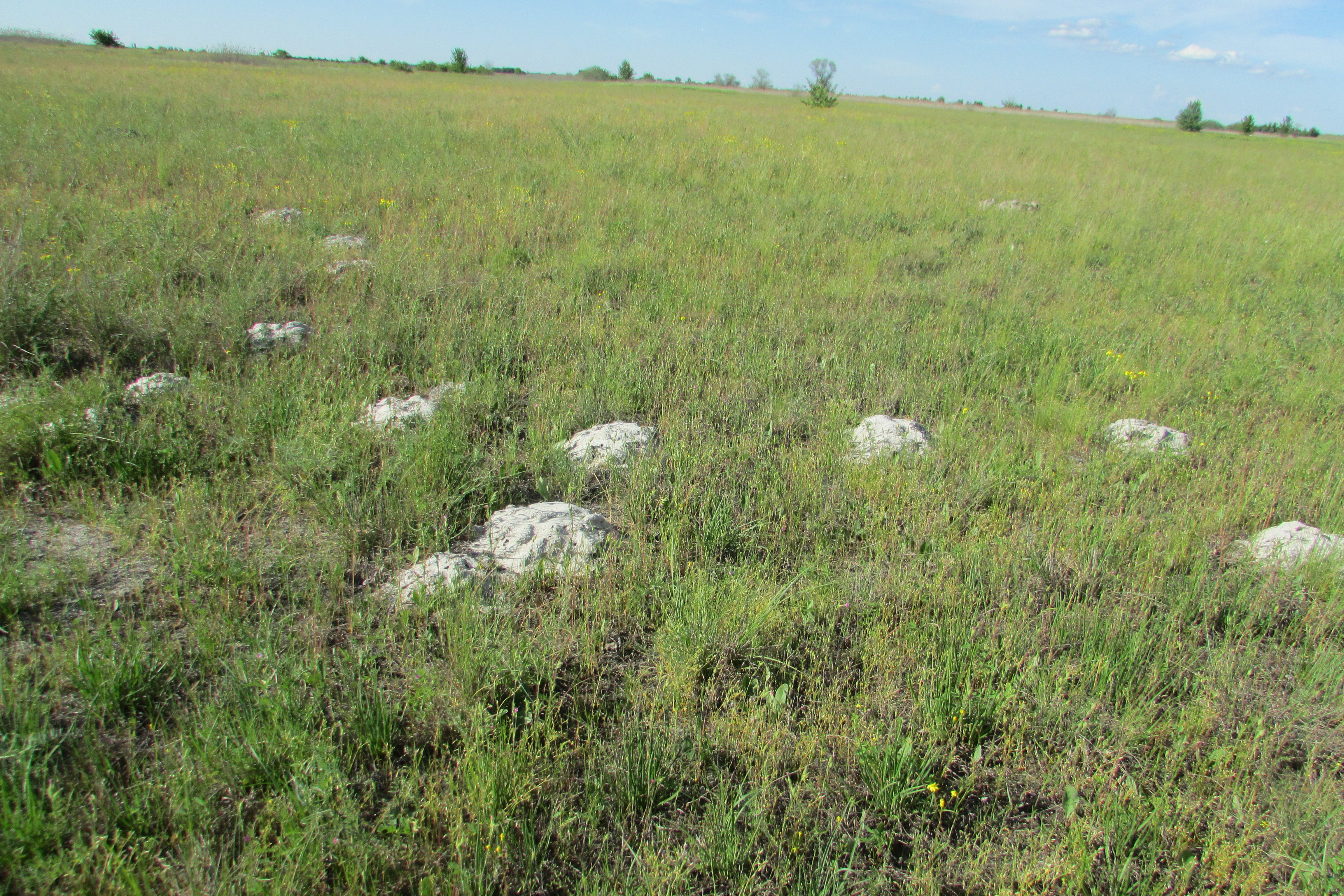
Влітку піщаний сліпак робить до 8-9 викидів за добу. (Національний природний парк «Олешківські піски»)

Високоспеціалізований землерий. Веде винятково підземний спосіб життя. Підземні кормові ходи розташовані на глибині від 25 (піски) до 60 (луки) см. Площа індивідуальних ділянок перевищує 80 м². Рийна активність залежить від кормової бази та сезону року. Взимку один сліпак робить в середньому не більш 3 викидів за добу, влітку цей показник зростає. На зиму робить запаси їжі. Харчується більшістю рослин, які є в достатку в межах ареалу (Eryngium campestre, Artemisia campestris, Tragopogon ucrainicum і т. д.). Вороги: лисиця руда, тхір степовий, куна кам'яна. Розмножується один раз на рік, злягання відбувається в березні, дітонародження у квітні-травні. Самиця народжує 3–4 малят. Період лактації близько місяця. Статевозрілим стає на 2-му році життя.

## Морфологія
Загалом схожий з іншими видами роду (редуковані очі, вушниці і хвіст), і за краніологічними ознаками найбільш близький до Spalax giganteus. Довжина тіла — до 28 см, ступні — до 3 см. Забарвлення світло-сіре, черево по кольору не відрізняється від спини.

## Охорона
На більшій частині ареалу стан природних популяцій виду залишається загрозливим. Саме тому він, згідно Червоного списку МСОП, отримав охоронну категорію «вид перебуває в небезпечному стані». У ряді регіонів спостерігається тенденція до зниження чисельності популяції виду. Тому сліпак піщаний занесений до Європейського Червоного списку (охоронна категорія: вид перебуває в небезпечному стані).
Вид занесений також до трьох останніх видань Червоної книги України (1994, 2009, 2021) (охоронна категорія: «неоцінений вид»). Загрозою є господарське освоєння Нижньодніпровських пісків, залісення пісків. Охороняється на лісостепових ділянках Чорноморського біосферного заповідника.